# Arnex-sur-Orbe
Arnex-sur-Orbe är en ort och kommun i distriktet Jura-Nord vaudois i kantonen Vaud, Schweiz. Kommunen har 663 invånare (2023).